# 5766 Carmelofalco
5766 Carmelofalco eller 1986 QR3 är en asteroid i huvudbältet som upptäcktes den 29 augusti 1986 av den belgiske astronomen Henri Debehogne vid La Silla-observatoriet. Den är uppkallad efter amatörastronomen Carmelo Falco.
Den har den diameter på ungefär 5 kilometer.